# Atrichopogon harpagonum
Atrichopogon harpagonum är en tvåvingeart som beskrevs av John William Scott Macfie 1934. Atrichopogon harpagonum ingår i släktet Atrichopogon och familjen svidknott. Inga underarter finns listade i Catalogue of Life.